# Disputa sobre el nombre de la montaña Denali McKinley

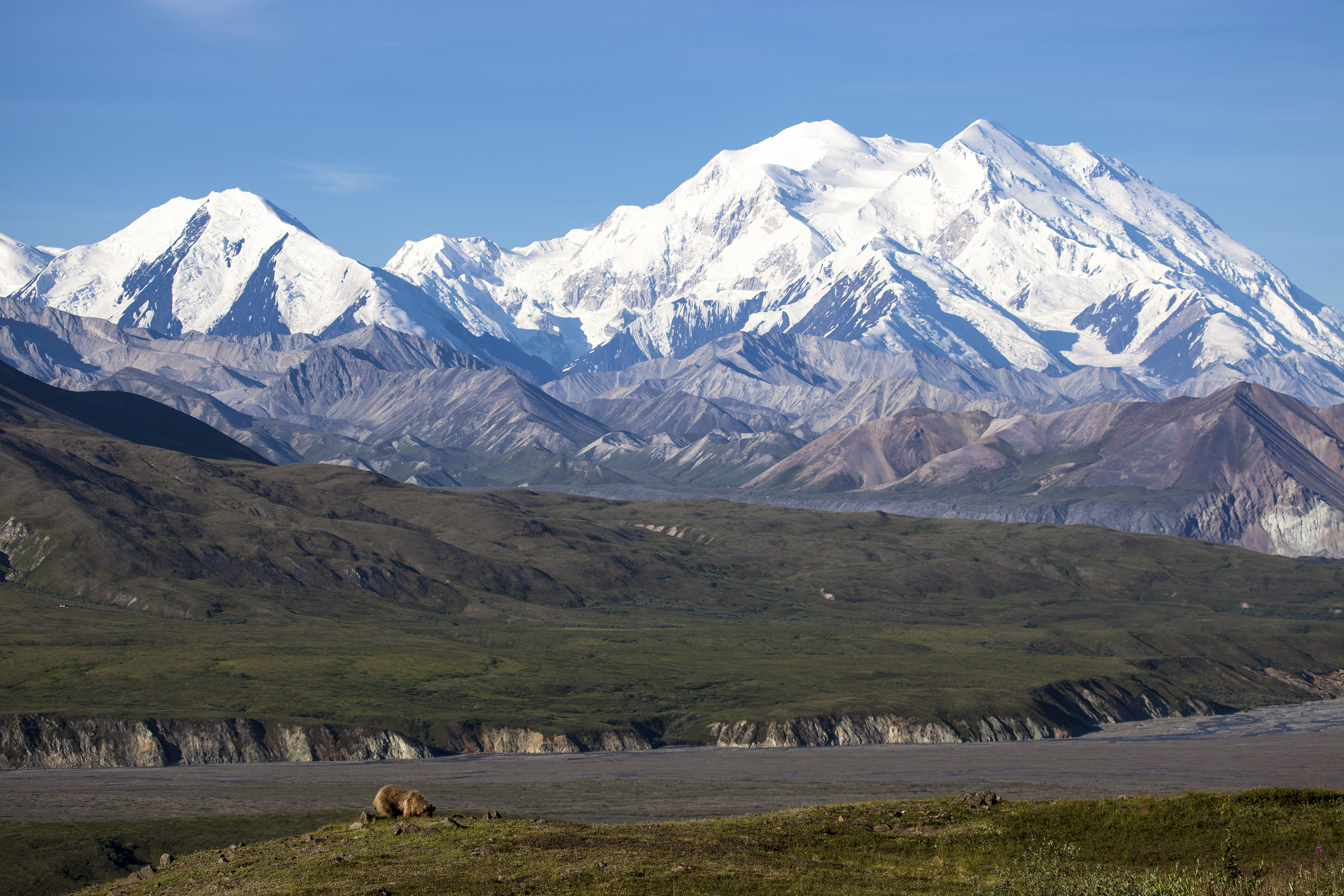
Vista de la montaña, pieza central del Parque Nacional y Reserva Denali

El nombre de la montaña más alta de América del Norte se convirtió en tema de disputa en 1975, cuando la Legislatura de Alaska pidió al gobierno federal de Estados Unidos que cambiara oficialmente su nombre de “Monte McKinley” a “Denali”. La montaña fue bautizada extraoficialmente como Monte McKinley en 1896 por un buscador de oro y, oficialmente, en 1917, por el gobierno federal para conmemorar a William McKinley, presidente de los Estados Unidos desde 1897 hasta su asesinato en 1901.
El nombre Denali se basa en el nombre koyukón de la montaña, Deenaalee ("el alto").  Los Koyukón son un pueblo de atabascanos de Alaska (también conocidos como Dena) que se establecieron en la zona interior al norte de la montaña. 
En 1975, el estado de Alaska solicitó que la montaña fuera reconocida oficialmente como Denali, ya que todavía era el nombre común utilizado en el estado y era tradicional entre los pueblos nativos de Alaska. Esta acción de cambio fue bloqueada repetidamente por miembros de la delegación del Congreso de Ohio, el estado natal de la montaña presidencial que lleva el mismo nombre.
En agosto de 2015, la secretaria de Interior estadounidense Sally Jewell anunció que el nombre sería oficialmente cambiado a Denali en todos los documentos federales. Mientras que en una visita a Alaska en la primera semana de septiembre de 2015, el presidente Barack Obama anunció el renombramiento de la montaña. La propuesta de la administración de Obama se enfrentó con críticas inmediatas de parte de toda la Delegación del Congreso de Ohio.
En diciembre de 2024, el presidente electo Donald Trump declaró que planea revertir el nombre oficial de la montaña a Mount McKinley durante su segundo mandato. La propuesta de Trump se enfrentó con críticas inmediatas de parte de importantes habitantes de Alaska. El 20 de enero de 2025, durante su discurso de inauguración, el presidente Trump repitió su promesa de revertir el cambio de nombre de la montaña, y más tarde, firmo una orden ejecutiva dictando lo mismo. El 23 de enero de 2025, el Departamento del Interior de los Estados Unidos cambio el nombre oficial de la montaña de vuelta a Mount McKinley.